# Кёсслер, Ганс фон
Ганс фон Кёсслер (нем. Hans von Koessler, венг. Koessler János; 1 января 1853, Вальдек (Кемнат) — 23 мая 1926, Ансбах) — немецкий композитор и музыкальный педагог. Двоюродный брат Макса Регера.

## Биография
Сын учителя, первоначально намеревался пойти по стопам отца, получил учительское образование и короткое время преподавал в школе в Леонберге, затем на протяжении трёх лет работал органистом в Ноймаркте и лишь в возрасте 21 года отправился в Мюнхен для получения систематического музыкального образования. Учился у Йозефа Райнбергера как органист и у Франца Вюльнера как хормейстер, а в 1877 году был приглашён возглавившим Дрезденскую консерваторию Вюльнером в Дрезден и преподавал там хоровое пение, а с 1879 года также возглавлял дрезденский лидертафель, с которым годом позже выиграл международный хоровой конкурс в Кёльне. С 1882 года преподавал орган и хор в будапештской Национальной академии музыки, в дальнейшем занял там же кафедру профессора композиции; среди студентов Кёсслера были Золтан Кодаи,  Бела Барток, Имре Кальман, Лео Вайнер, Эрнст фон Донаньи, Тивадар Санто, Миклош Раднаи. В 1908 году вышел в отставку и после ряда путешествий, предпринятых для собственного удовольствия, вернулся в Германию, обосновавшись в Ансбахе. На рубеже 1910-20-х годов по приглашению Донаньи вновь некоторое время преподавал в Будапеште.
Композиторское наследие фон Кёсслера включает оперу, две симфонии, скрипичный концерт, хоры (в частности, псалмы), песни, различные камерные ансамбли, среди которых выделяются фортепианный квинтет (1913), Второй струнный квартет и Сюита для фортепиано, скрипки и альта. В камерной музыке Кёсслера, по мнению Экхардта ван ден Хоогена, соединяются музыкальные традиции Иоганнеса Брамса и Антона Брукнера.